# Collégiale de Neumünster
La collégiale de Neumünster est une ancienne collégiale de Wurtzbourg en Bavière, rattachée au Diocèse de Wurtzbourg.

## Histoire
C'est vraisemblablement à l'emplacement de l'actuelle collégiale que l’évêque Mégingaud de Wurtzbourg (consacré en 754 et évêque jusqu'en février 769) consacra un sanctuaire sur le lieu de supplice des martyrs Kilian, Colman et Totnan. L’évêque Burkard (évêque entre 741 et février 754, mort en février 755 à Hombourg-sur-le-Main) fut inhumé dans cette église par Mégingaud. Ce dernier mourut le 26 septembre 783 au monastère de Neustadt-am-Main et son sarcophage, en grès de Neustadt, se trouve aujourd'hui dans la crypte de Neumünster. L’inscription gravée sur ce sarcophage est la plus grande inscription monumentale d'époque franque.
Vers 1057, l'évêque Adalbéron de Wurtzbourg consacra la collégiale à l’Évangéliste Jean. Cet cathédrale, achevée à la fin du XVIIe siècle devint bien public dans le cadre de la Sécularisation de 1803 et servit temporairement de dépôt de munitions.
Depuis 1908, elle est redevenue une église catholique, dont les saints patrons sont Jean l'Évangéliste et Jean le Baptiste. Elle a été très sérieusement endommagée lors du bombardement de Wurtzbourg le 16 mars 1945, qui anéantit les autels de l'aile ouest ainsi que le buste de l'apôtre franc sculpté par Tilman Riemenschneider.

## Architecture et ordonnance
Neumünster s'est d'abord développée comme une basilique romane à double chœur et double transept, puis a épousé les canons du baroque (sans doute à l’initiative de l’architecte Joseph Greising) au niveau du chœur ouest avec une coupole surélevée et une exubérante façade. L'ordonnance intérieure est l’œuvre des frères Jean-Baptiste et Dominique Zimmermann (voyez à titre de comparaison l’Église de Wies). Les plus belles sculptures antérieures au baroque sont la vierge de Riemenschneider (1493) et une croix votive gothique pour conjurer la peste, datant du XIVe siècle.
La crypte ouest, dite caveau Saint-Kilian, qui s'étend sous la collégiale depuis la rue jusqu'aux escaliers de derrière, abrite depuis 1985 une châsse décorée par Heinrich Gerhard Bücker contenant les reliques des trois apôtres francs Kilian, Colman et Totnan ainsi que deux sarcophages du VIIIe siècle. Celui du second évêque de la région, Mégingaud, mort le 26 septembre 783 au monastère de Neustadt-am-Main, comporte la plus longue épitaphe d'époque franque. L’église aurait été édifiée à l’emplacement présumé où auraient été découverts les ossements des trois martyrs. La fontaine passe pour délivrer une eau miraculeuse. Depuis 1982, le caveau saint Kilian abrite l'urne de Georg Häfner, ainsi qu'une statue grandeur nature du prêtre antinazi Karlheinz Oswald (2011).

## Rénovation jusqu'en 2009
En 2009, les deux années de rénovation des décors intérieurs touchaient à leur fin. Les autels baroques de la coupole, détruits en 1945, cédaient la place à deux contre-autels de style néoclassique déplacés depuis la Cathédrale Saint-Kilian. L'architecture baroque abrite désormais des œuvres modernes de Markus Fräger, Jacques Gassmann, Thomas Lange, Jürgen Lenssen, Michael Morgner, Ernst Singer, Michael Triegel, Hann Trier et Ben Willikens. La galerie haute de Neumünster est décorée de huit tableaux aux couleurs chatoyantes de Thomas Lange, représentant des scènes tirées de l’Évangile de Jean, les quatorze stations et les miracles du Christ.

## Le jardin de Lusamgärtchen
Le jardin de Lusamgärtchen jouxte la collégiale côté nord, et occupe l'emplacement de l'ancien cloître et du cimetière. On peut y voir le monument dédié par le sculpteur Fried Heuler au trouvère haut-allemand Walther von der Vogelweide mort en 1230, qui a sans doute été enterré en ce lieu. Cette stèle commémorative comporte quatre mangeoires d'oiseaux : deux pour les graines et deux pour l'eau, en respect de l'épitaphe que le poète s'était lui-même composée.
L'aile nord de l'ancien cloître (vers 1170) a été préservée, avec seize arches encore intactes. Elle donne d'un côté sur la Martinstraße, de l'autre sur l'entrée de la cathédrale.

## Les grandes orgues
Les grandes orgues de l'aile ouest ont été installées en 1949 par le facteur Johannes Klais de (Bonn). Cet instrument possède des jeux d'orgue et registres électriques.

## Galerie

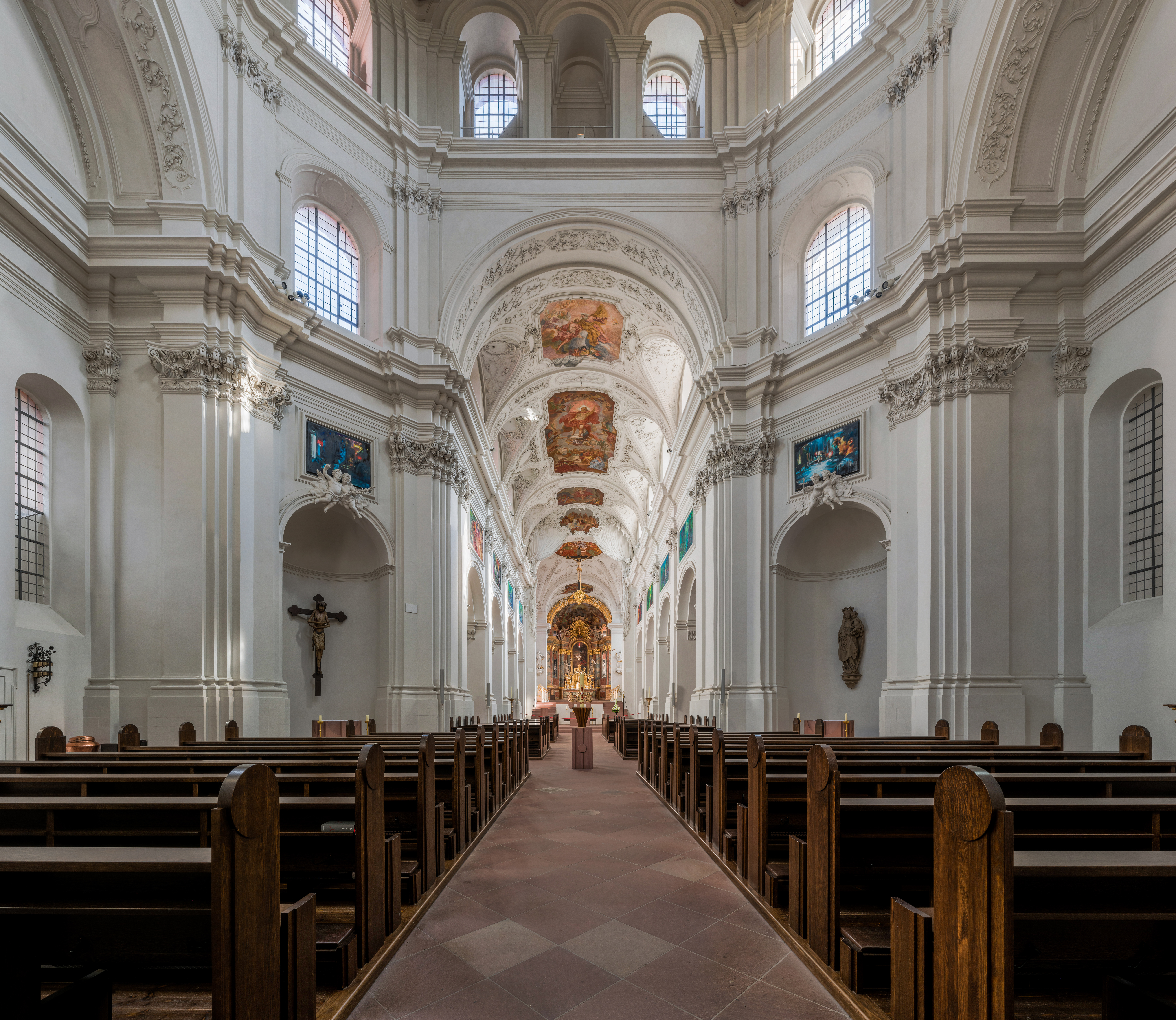
La collégiale de Neumünster
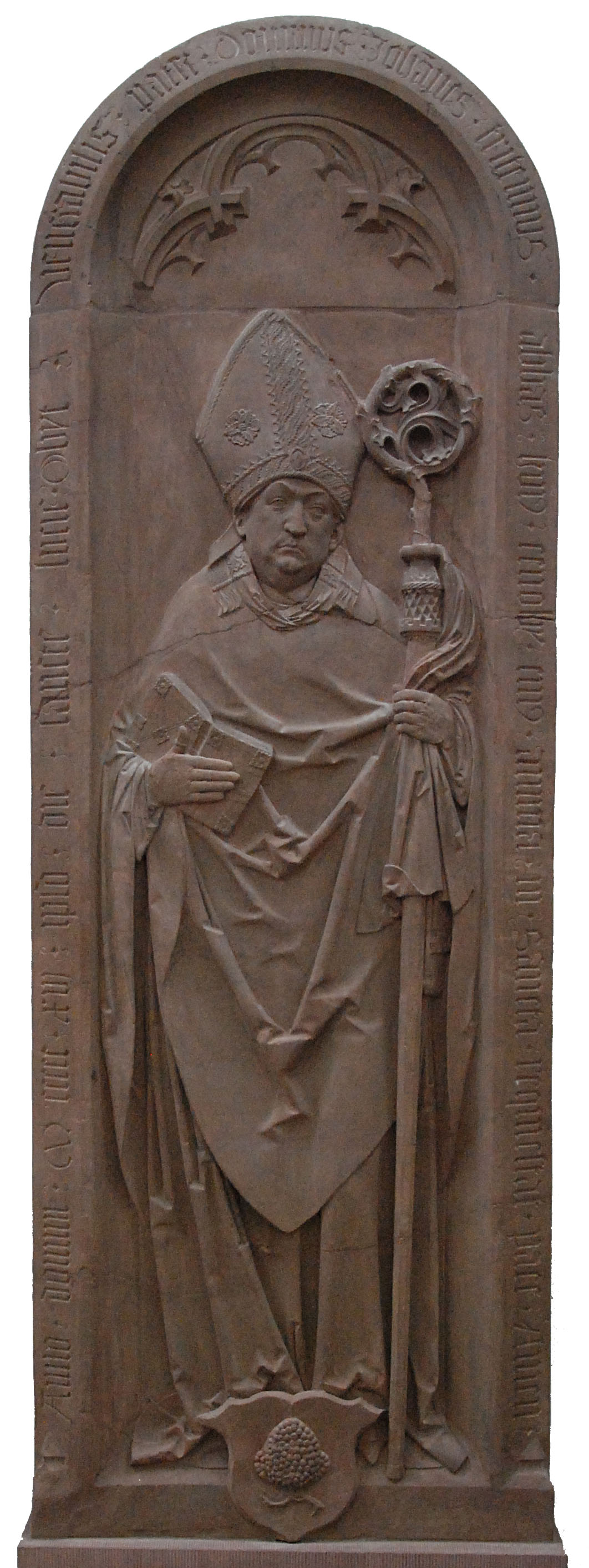
Stèle funéraire de l’abbé Trithème par Tilman Riemenschneider, exposée depuis 1825 dans la collégiale de Neumünster
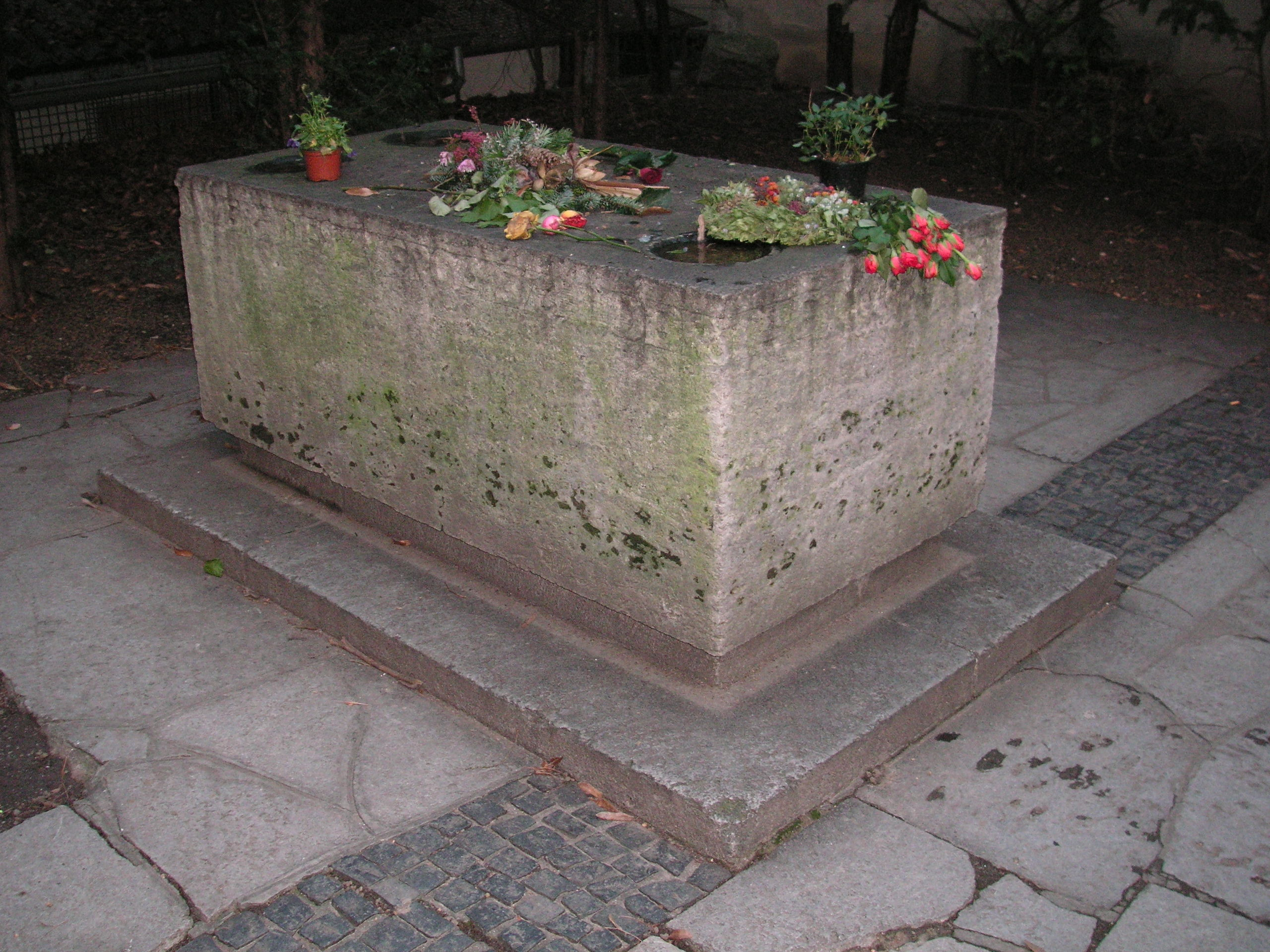
Stèle dédiée à Walther von der Vogelweide dans l'ancien cloître
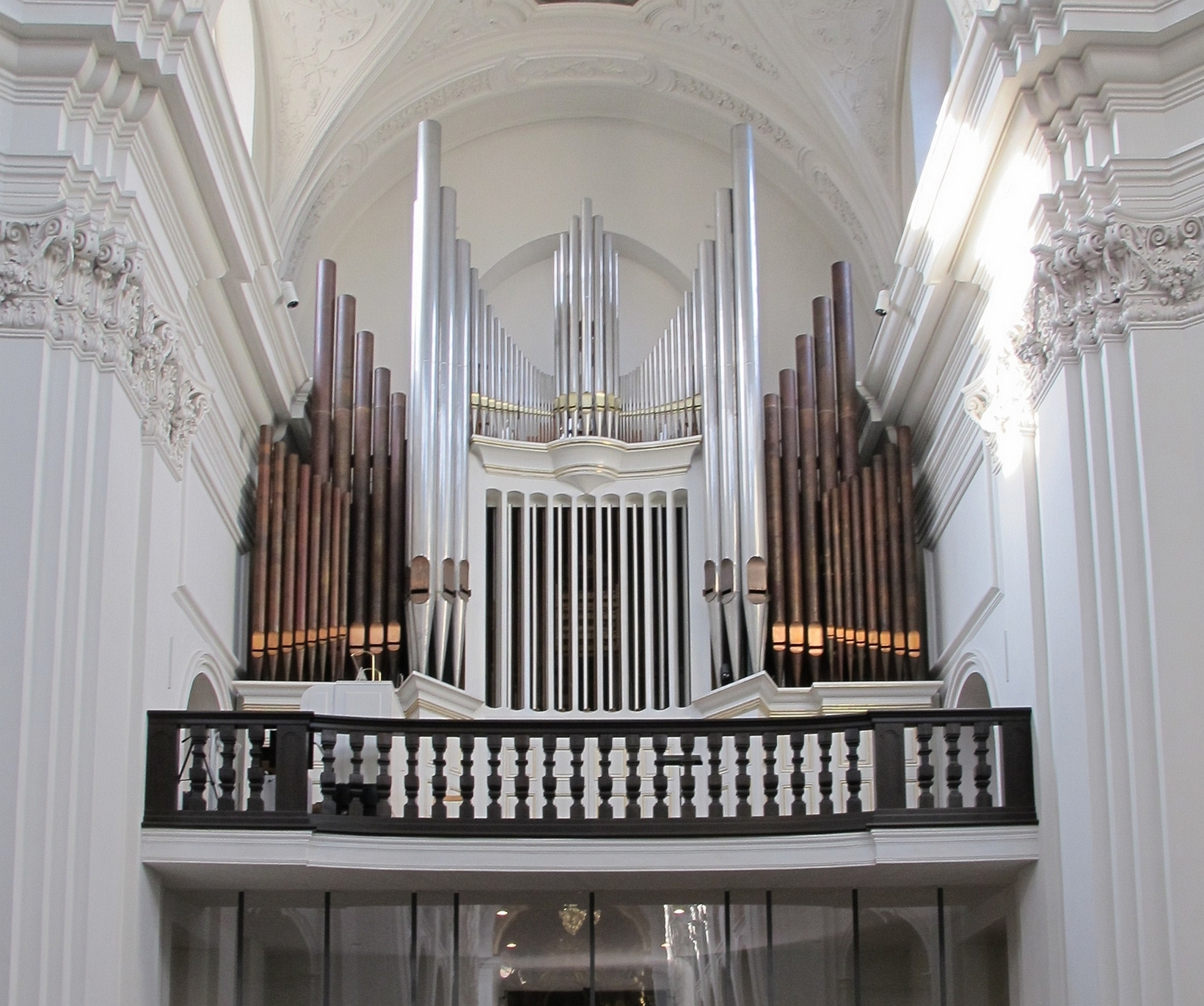
L'orgue